# ألكسيوس ميخائيل
ألكسيوس ميخائيل (باليونانية: Αλέξης Μιχαήλ)‏ هو لاعب كرة قدم يوناني في مركز الدفاع، ولد في 18 أغسطس 1986 في يوانينا في اليونان. لعب مع باس جيانينا ونادي لاميا.

## وصلات خارجية
- ألكسيوس ميخائيل على موقع Soccerway.com (الإنجليزية)